# 君が好き (清水翔太の曲)
「君が好き」（きみがすき）は、2009年12月9日に発売された日本の歌手・清水翔太の5枚目のシングル。

## 概要
- 前作「さよならはいつも側に」から5ヶ月ぶりのシングルで、2009年3枚目のシングル。
- シングルとしては2枚目のシングル「「アイシテル」」以来となる恋愛ソング。片想いを歌った曲となっている。
- 初回盤にはさよならはいつも側にのミュージック・ビデオを収録したDVDが付いている。

## 収録曲
1. 君が好き
2. Family feat.KEN THE 390,SHUN & COMA-CHI
3. One Last Kiss ～Acoustic Version～
4. 君が好き(Instrumental)